# Kunstdienst der evangelischen Kirche
Der Kunstdienst (oder auch Kunst-Dienst) ist eine mit den deutschen evangelischen Kirchen teils institutionell, teils locker verbundene Einrichtung von theologisch und kunsthistorisch ausgebildeten Fachleuten, die zur Herstellung, Betreuung und Renovierung aller künstlerisch relevanten Kunst-, Ausstattungs- und Einrichtungsgegenstände für Orte christlicher Verkündigung Beratungs- und Vermittlungsdienste leistet.

## Zeit der Weimarer Republik

Porträt Otto von Kursell

Der Gründung gingen vielfältige Entwicklungen voraus. Volksbildungsethos, religions- und kulturphilosophische Ideen und kulturpolitische Gestaltungsmotive hatten innerhalb des protestantischen Bildungsbürgertums schon vor dem 1. Weltkrieg zur intensiven Beschäftigung mit zeitgenössischer Kunst geführt. Ungeachtet dessen hatte die Entfremdung zwischen Kunstentwicklung und Künstlern auf der einen und Theologie, evangelischen Landeskirchen und ihren Institutionen und Milieus auf der anderen Seite zugenommen. Theologen neigten eher zu amusischer Intellektualisierung, und der volkstümliche Neupietismus war zu sehr mit sentimentalem Historismus und Kunstgewerbe verbunden. So verstärkte sich das allgemeine Auseinanderdriften von Moderne und populärem Verständnis auch im kirchlichen Bereich. Wenn sich auch einige expressionistische Jahrhundertwerke zentralen biblischen Themen widmeten – Emil Noldes Bilderzyklen Abendmahl (1909), Pfingsten und Leben Christi (1912) und nach dem 1. Weltkrieg etwa Karl Schmidt-Rottluffs Holzschnittfolge zu Christus-Szenen (1918) – fanden beispielsweise die religiös empfindenden Künstlervereinigungen Die Brücke (1906–1913) und Blauer Reiter (um 1912) von sich aus kaum zur Eigenwelt der Volkskirche. 1912 hatte Franz Marc programmatisch geschrieben: „Die Mystik erwachte in den Seelen und mit ihr uralte Elemente der Kunst [...] Ihr Denken hat ein anderes Ziel: durch ihre Arbeit ihrer Zeit Symbole zu schaffen, die auf die Altäre der kommenden geistigen Religion gehören.“
In den Nachkriegsjahren suchten  theologisch-liturgische und spirituelle Erneuerungsbewegungen innerhalb beider Konfessionen verstärkt Kontakt zur gemäßigten Avantgarde und setzten sich mit ihr intensiv auseinander, wie beispielsweise die jugendbewegte Berneuchener Bewegung (ab 1923). Hier wurde nichtinstitutionalisierte Religiosität als beachtenswertes Bewegungsmotiv anerkannt, dessen Impulse man quasi heimholen und im kirchlichen Raum inspirierend wirksam werden lassen wollte. Im offenen Kräftefeld der freien protestantischen Volksbildung wurde dieses Anliegen ebenfalls in vielfältiger Weise gefördert. Es galt dem Ziel, Christentum und Kultur auf dem Terrain individueller Gewissensfreiheit und Ausdrucksform in institutionell ungebundenen Arbeitsgemeinschaften zu versöhnen und zu reflektieren. In der Mitte der 20er Jahre fanden diese freischwebenden Interessen wieder stärker mit verfassten Kräften zusammen. Bereits 1852 war ein entsprechender Verein für religiöse Kunst in der evangelischen Kirche gegründet worden, der 1938 zum Bund für christliche Kunst in der Evangelischen Kirche Deutschlands umbenannt und gleichgeschaltet wurde. Doch richtete sich der neue reformerische Elan nicht nur auf den kirchlichen Gestaltungsraum aus, sondern wollte auch der Sehnsucht nach religiöser Erneuerung und künstlerischer Neugestaltung eine Bahn brechen und ein fruchtbares Verhältnis zwischen Künstlern und Kirchengemeinden fördern.
Bedeutsamste Frucht dieser vielfältigen Bemühungen war der erste Kunst-Dienst der 1928 in Dresden, Walpurgisstraße 15, gegründeten freien Arbeitsgemeinschaft für evangelische Gestaltung. Ihr Gründungsgedanke lautete:
“Der Kunst-Dienst ist eine freie Vereinigung von Menschen, die sich im Zusammenhang wissen mit den ‚evangelischen‘, d. h.  aus dem Geist der Botschaft kommenden Lebensbewegungen unserer Zeit. Dabei kommt es ihnen auf die Auswirkung dieser Kräfte besonders in der Kunst an, ohne Rücksicht darauf, ob diese Kunst auf kirchlichem Boden gewachsen ist. An evangelische Kunst in diesem Sinne müssen nach Form und Inhalt höhere Maßstäbe als bisher gelegt werden, wenn sie ihrer großen Bestimmung dienen soll: sinnbildlicher Ausdruck des Glaubens zu sein.” Der Kunst-Dienst wollte nichts weniger, als „durch lebendige Mittel der Veranschaulichung [...] sowie durch Einsatz für Einfachheit und Ehrlichkeit der Werkformen und der Lebensformen innerhalb und außerhalb der Kirchen [... danach zu streben], der kommenden religiösen Erneuerung und Neugestaltung zu dienen.”
In der Kunststadt Dresden gab es dafür beziehungsvolle personelle Voraussetzungen. Im Dresdner Atelier des Architekten Oswin Hempel arbeiteten ab etwa 1925 Stephan Hirzel (später Rektor der Werkhochschule Kassel), Sebök István (= Stephan Seinberg, später Vizepräsident des Bundes der Architekten Ungarns) und Hermann Weidhaas. Sie entwickelten eine hohe Wertschätzung füreinander und pflegten eine anspruchsvolle geistig-künstlerische wie auch politische Kommunikation mit dem nach Dresden emigrierten russischen Fürst Aleksej Obolenskij, seinem mathematisch hochbegabten Sohn Dimitrij, dem Philosophen Fedor Stepun, Nikolaus Arzenév, Sim. Frank, Sergej Hessen, Val. Bulgakov, Paul Tillich, Richard Kroner, Mary Wigman und anderen und animierten Hermann Weidhaas, einen kunstorientierten Kreis der Begegnung von evangelischen und orthodoxen Christen zu organisieren, aus dem schließlich der Kunst-Dienst 1928 hervorging. Die Gründungsmitglieder waren:
- Oskar Beyer (1890–1964)
- Gotthold Schneider
- Stephan Hirzel
- Hermann Weidhaas

Schon bald traten hinzu:
- Rudolf Böhme, sächsischer Regierungsrat
- A. Diener von Schönberg
- Karl Groß, Akademiedirektor
- Arndt von Kirchbach, Domprediger von Freiberg
- Esther von Kirchbach, Publizistin, Dichterin, Seelsorgerin
- Heinrich König
- Alfred Stier, Kantor

Ein Freundeskreis wurde gebildet und ein sog. Schauraum eingerichtet. Der Kunst-Dienst setzte sich das Ziel, Lebensäußerungen künstlerischer Art, seien es Bildkunst, Tonkunst, Schriftkunst oder Denkmalkunst, die aus dem Geist des Evangeliums geschaffen werden, zu fördern, bekanntzumachen, zu verbreiten und ihnen sowohl im Raum der Kirche wie auch in der Gesellschaft eine angemessene Stellung zu verschaffen. Eine intensive Ausstellungsarbeit folgte dem Konzept, breite Kreise durch Anschauung zu bilden. Als Arbeitsformen und Methoden, um diese Aufgabe zu erfüllen, wurden „zwanglose Zusammenkünfte, Vorträge, musikalische Abende, Ausstellungen, Laienspiele, Tagungen u. a.“ genannt.
Über die Absichten der Kunstdienst-Gründer im Januar 1928 schreibt der Kirchenhistoriker Hans Prolingheuer:

„Die evangelischen Kunstliebhaber wollten sich nicht dauernd, wie im 1852 gegründeten Verein für religiöse Kunst, von inkompetenten Kirchenleitungen bevormunden lassen, nicht länger kirchliches Hilfsorgan sein, dessen Aufgabe vor allem darin bestehe, Spenden beizutreiben zur Erhaltung der nun einmal vorhandenen Kunstwerke, oder als Pflegedienst einer Kirchenkunst zu fungieren, die bestenfalls als Kirchenschmuck toleriert werde.“

Es gelang nicht nur, erstrangigen Künstler(inne)n und Verantwortlichen ein Podium zu schaffen und protestantische Stimmen maßgeblich an der öffentlichen Kunstdiskussion zu beteiligen, sondern auch die großen religionsphilosophischen Anreger der Erwachsenenbildung Martin Buber und Paul Tillich einzubeziehen. Bei modernen Künstlern fand Tillich sogar mehr „Heiligkeitsqualität“ als in traditionell-religiöser Kunst, und über Cézanne urteilte er beispielsweise: „In dem Willen zur objektiven Gestaltung rang er mit der Form und gab den Dingen ihre wirklich metaphysische Tiefe zurück.“ Schon Ende November 1929 sprach Martin Buber im Rahmen des Kunst-Dienstes zum Thema „Weltbild und Gottesbild“ und Ende des darauf folgenden Jahres wurde im Berliner Alten Kunstgewerbemuseum die legendäre „Kunst-Dienst-Ausstellung Kult und Form – Neue evangelische katholische und jüdische Gebrauchskunst“ eröffnet, zu deren Auftakt Tillich erstmals seinen kunst-kommunikablen Religionsbegriff darstellte. Er endete mit dem Dank an den „Kunst-Dienst, dass er den Kampf aufgenommen hat um eine neue, gegenwärtige, wirkliche und dadurch zeugnisfähige Kunstform.“
Indem man die religiösen Dimensionen nichtkirchlicher moderner Kunst heraushob, erreichte man viele gebildete Menschen innerhalb und außerhalb der Kirche. Kunstanalytische Betrachtungen beispielsweise des neuzeitlichen Expressionismus spürten Affinitäten zu mystischen Elementen des Christentums auf und suchten die Gebildeten dafür zu gewinnen. Im freisinnigen Umfeld der 1924 gegründeten Zeitschrift Kunst und Kirche wurden etwa Ernst Barlachs Werke fraglos in den Geltungsbereich des modernen Sakralraums eingemeindet. Dies entsprach den Wünschen des Künstlers, geschah faktisch aber leider nur in wenigen Fällen. Friedhof und Grabmal als Orte künstlerischer Gestaltung und öffentlicher Kommunikation waren wesentliche Themen.
In Abwehr eines billigen religiösen Kunstgewerbes galt es nicht zuletzt, ästhetische und praktische Kriterien einer zeitnahen kirchlichen Gebrauchskunst für Kultgeräte, Kirchenfenster, Lichtgestaltung, Paramentik, Gemeindehäuser und moderne Sakralarchitektur zu entwickeln und durch Veranstaltungen, Ausstellungen und Publikationen durchzusetzen.
Unter der Leitung von Stefan Hirzel entwickelte sich ein reger Austausch mit der „Brücke“, dem „Blauen Reiter“, dem „Goldenen Vlies“ und der Neuen Sachlichkeit. Angeregt durch die „Musterschauen“ organisierten die Kunstdienst-Enthusiasten von 1928 bis 1932 große Ausstellungen und Wanderschauen wie: „Rudolf Koch und sein Kreis“, „Kultbauten der Gegenwart“, „Kirchliche Kunst der Gegenwart“ und „Hingabe“. Dazu kamen die interkonfessionelle Wanderausstellung Kult und Form – Neue Evangelische, Katholische und Jüdische Gebrauchskunst, die zuerst im Februar 1929 in Magdeburg gezeigt wurde und danach in Hamburg und Berlin, wo sie mit einem Vortrag von Paul Tillich eröffnet wurde, und die Ausstellung „Tod und Leben“ als kritischer Beitrag zur wachsenden Unkultur des Bestattungswesens.
Der Kunst-Dienst vereinte durchaus verschiedene Bestrebungen. So flossen volksbildnerische Absichten ein, die Emotion und Intuition stärker einbeziehen wollten und auf diesem Suchweg die Kunst als Medium entdeckten. Andere wollten den sinnlichen Wahrnehmungsbereich nicht länger von wesentlichen Erkenntnisvorgängen ausschließen, sondern via Kunst zur Erfassung tieferer Dimensionen der Wirklichkeit führen. Auch die aufkommende Erneuerungsbewegung der Paramentik hing eng mit den Bemühungen des Kunst-Dienstes zusammen. Neben freisinnig-liberalen und vereinzelten religiös-sozialistischen Bildungs- und Gestaltungsansätzen, welche die wechselweisen Wirkungen von Kunst, Kirche und Gesellschaft reflektieren und ins Bewusstsein der Gebildeten heben wollten, gab es auch starke national orientierte Kräfte. Hochkirchlich-kultische Vorstellungen konnten sich auch mit völkischen Kulturideen verbinden.
Der Verein Kunstdienst e. V. wurde am 30. Juni 1931 unter dem Vorsitz von Stephan Hirzel und Gotthold Schneider auf 7 Mitglieder beschränkt und erhielt seinen Sitz im evangelischen Johannisstift Berlin-Spandau, wo dem Verein das Kunstamt der deutschen Evangelischen Kirche unterstellt wurde, was wiederum 1933 den unmittelbaren Zugriff der NS-Dienststellen eröffnete.

## Zeit des Nationalsozialismus
Die Anbindung des Kunstamtes der deutschen Evangelischen Kirche an den Verein Kunstdienst e. V. machte letzteren 1933–1937 (Phase I) abhängig von der wiederum mit staatlich-kirchlichen Organisationen verbundenen Kunstamtes und dies im Spannungsfeld der miteinander konkurrierenden Institutionen Reichspropagandaministerium, Amt Rosenberg und Heinrich Himmlers Ahnenerbe. Die kulturpolitisch relativ ruhige Zeit während der Olympischen Spiele 1936 bereitete den Weg zur Neuorientierung 1937–1945 (Phase II).

### Phase I: 1933–1937
Während die Zeitschrift Kunst und Kirche noch 1933 geistreich und couragiert das „von Seiten der politischen Rechten“ strapazierte „Schreckgespenst [...] Kunstbolschewismus“ entlarvte, setzten sich – nach dem 1933 erfolgten Umzug nach Berlin – im Arbeitsausschuss bald die Gegenkräfte durch, welche schließlich einer Eingliederung in die nationalsozialistische Reichskammer der Bildenden Künste nichts entgegenzusetzen hatten. 1936 passte sich auch die Zeitschrift Kirche und Kunst unter anderer Schriftleitung der „vor sich gehenden Umgestaltung des völkischen Lebens“ an, bei der die Kirche nicht „ein zweites Mal versagen“ dürfe. Man ordnete die Kunstdimension ideologischen und pragmatischen Zwecken unter. Deshalb „unterscheiden wir uns dabei grundsätzlich von der Zeit vor 1933: Während man damals allzu großen Wert auf ästhetische und stilistische Fragen legte, haben wir heute erkannt, dass diese für die kirchliche Kunst stets zweitrangig sind [...] Die Entwicklung [...] setzte sich mit dem Umschwung von 1933 durch, der das Gemeinschaftsprinzip auch im staatlichen und völkischen Leben maßgebend zur Geltung brachte. Mit einem Schlage hörte nun in der bildenden Kunst die Effekthascherei des Individualismus auf.“ Mit der freien Trägerschaft ging auch der ursprüngliche Geist verloren. „Insbesondere die vom Kunst-Dienst im Ausland veranstalteten Werkkunst-Ausstellungen erfüll[t]en die Teilfunktion einer raffinierten Propaganda.“
Im Zuge der Gleichschaltungsmaßnahmen beauftragte Reichspropagandaminister Joseph Goebbels im Juni 1933 seinen Staatskommissar Hans Hinkel, in Absprache mit dem evangelisch-kirchlichen Vertrauensmann Hitlers, dem künftigen Reichsbischof Ludwig Müller, unter Federführung des Kunstdienstes ein „Reichsamt für kirchliche Kunst in der Deutschen Evangelischen Kirche“ zu schaffen. Als eine Behörde öffentlichen Rechts sollte sie in eine Amtsstelle und einen Ausschuss gegliedert werden.
Hinkel berief in dieses Reichsamt neun in Partei, Kunst und evangelischer Kirche anerkannte Männer:
- Wilhelm Banke, Oberkonsistorialrat, Geschäftsführendes Vorstandsmitglied des Vereins für religiöse Kunst
- Hermann Wolfgang Beyer, Professor, Kirchen- und Kunsthistoriker an der Universität Greifswald
- Otto von Kursell, Kunstmaler und Professor
- Horst Dreßler-Andreß, Ministerialrat und Leiter des Deutschen Rundfunks
- Hans Hinkel, Staatskommissar und Beauftragter des Reichspropagandaministers
- Dietrich Jagow, Staatsrat und Beauftragter des künftigen Reichsbischofs
- Rudolf Koch, Professor, Schriftschöpfer und Werkkünstler
- Friedrich Peter, Oberkonsistorialrat und Beauftragter der Reichsleitung der Kirchenpartei „Deutsche Christen“
- Winfried Wendland, Architekt und „Reichsreferent für Bildende Kunst der Deutschen Christen“ und „Referent für NS-Kunst“ im preußischen Kultusministerium (u. a. Architekt der evangelischen Kirche in Wilhelmshorst)

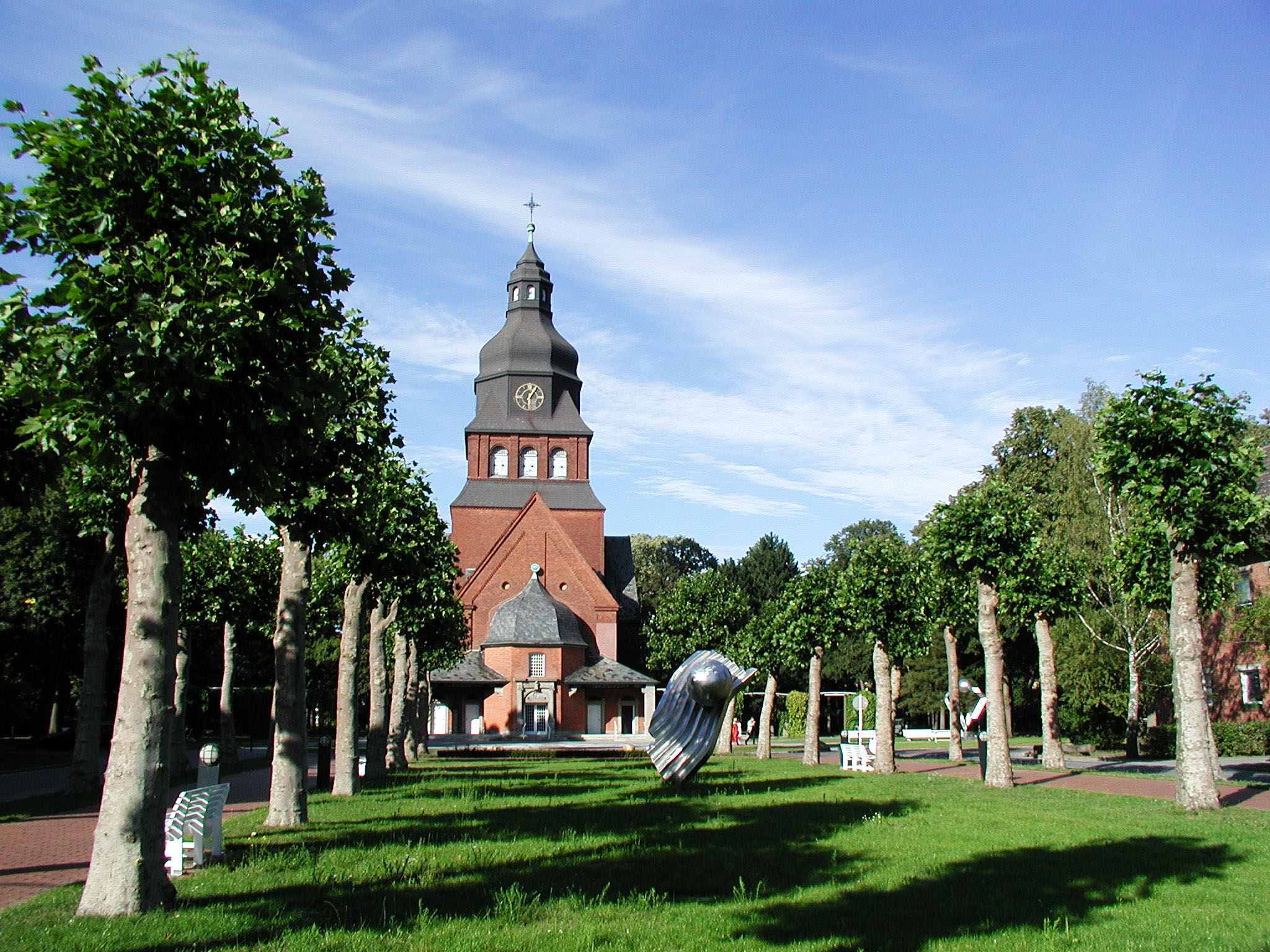
Evangelisches Johannesstift

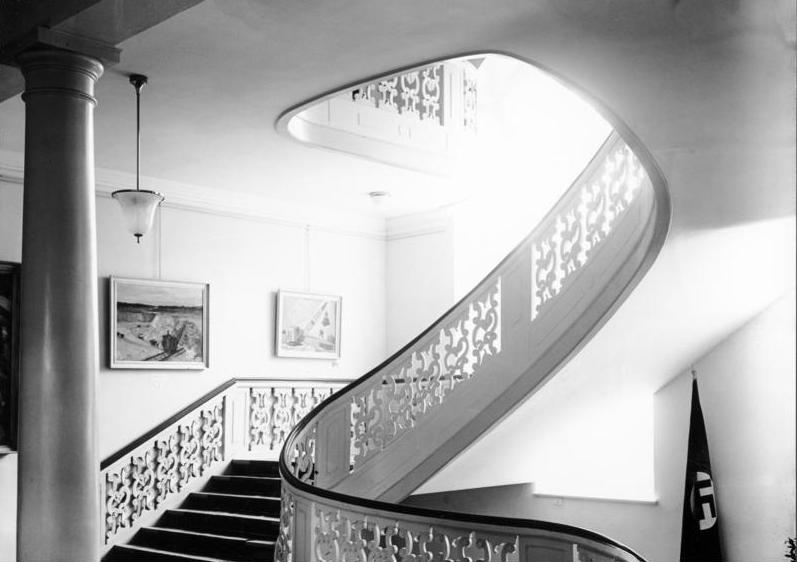
Treppenhaus von Schloss Niederschönhausen

Als Amtsstelle wurde der Kunstdienst unter dessen Vorsitzendem Gotthold Schneider als Amtsstellenleiter ernannt. Der Sitz des Amtes wurde nun das Evangelische Johannesstift Berlin-Spandau in der Schönwalder Allee. Schirmherr von Amt und Ausschuss wurde der künftige Reichsbischof Ludwig Müller, und Ehrenpräsident wurde das Mitglied des Kunstdienst-Ehrenrates Rudolf Koch. Zu dieser Zeit befand sich Oskar Beyer, der mit einer jüdischen Frau verheiratet war, bereits auf der Flucht aus Deutschland.
Mitarbeiter im Kunstdienst unter der Leitung von Gotthold Schneider waren:
- Martin Kautzsch, Kunsthistoriker
- Eva Kautzsch, Büroangestellte
- Stephan Hirzel, Ingenieur und Schriftsteller
- Renate Hirzel, Malerin und Hausmutter

Außerdem wurde ein „Ehrenrat des Kunstdienstes“ ins Leben gerufen. Die anwesenden Ratsmitglieder beriefen in diesen Ehrenrat:
- Ernst Barlach
- Emil Nolde
- Rudolf Koch
- Otto Bartning

Nach der Bildung der „Evangelischen Reichsgemeinschaft christlicher Kunst“ wurde 1934 der Kunstdienst zu dessen Amtsstelle und zu einer mit staatlichen Vollmachten ausgestatteten Abteilung der Reichskammer der bildenden Künste. Geschäftsführer Gotthold Schneider stieg zum „Kunstreferenten bei der Reichsregierung“ auf. Damit verbunden war im Frühsommer 1934 der Umzug des Kunstdienstes in die Dienststelle der Reichskammer am Berliner Blumeshof 4–6. Für Ausstellungen und Konzerte verfügte der Kunstdienst nun über eigene Säle im Schloss Niederschönhausen. Diese Lokalität bekam später eine hervorgehobene Bedeutung im Zuge der von der NS-Führung angeordneten Aktion „Gegen entartete Kunst“, bei der es zum Raub von über 16.500 Kunstwerken kam, darunter als „jüdisch“ oder „bolschewistisch“ verunglimpfte „Afterkunst“ aus Museen, Galerien und Häusern vertriebener jüdischer Familien.
Im Jahre 1934, nach dem Tod von Rudolf Koch, übernahm der Nationalsozialist und Architekt Winfried Wendland, der aktiv im „Kampfbund für deutsche Kultur“ mitwirkte und Kustos der Hochschule für Bildende Künste in Berlin war, die Führung im Kunstdienst. In Kunst- und Kulturzeitschriften einschließlich kirchlich orientierten positionierte er die evangelische Kirchenkunst als eine völkische und „artgemäße“ Kunst, die von der zeitgemäßen NS-Weltanschauung durchdrungen sein müsse. In seinem Buch Kunst und Nation verkündete er:

„Kunst ist rassegebunden … Es sind sowohl die Pyramiden Ägyptens, wie die Tempel Griechenlands, wie die deutschen Dome rassisch bestimmt. Sie alle tragen den durch das Blut des Volkes bedingten geistigen Gehalt, der fühlbar immer wieder das Ägyptische, Griechische, Germanische, Deutsche zeigt, und darüber hinaus auf eine hochstehende Mutterrasse weist, die wir die nordische nennen …“

Unter Wendlands Leitung wurden neue Verwaltungskräfte und auch freie Mitarbeiter eingestellt:
- Herbert Redlich, Verwaltungschef
- Günter Ranft, Kirchenmaler
- Dorothy Ranft, Kunsterzieherin und freie Mitarbeiterin
- Christian Rietschel, evangelischer Pfarrer
- Hugo Kükelhaus, Kunstpädagoge und freier Mitarbeiter

Die wichtigste Intention des evangelischen Kunstdienstes in diesen Jahren war es, die Äußerungen christlich-kirchlicher Kunst mit der Wiederentdeckung des germanisch-völkischen Fühlens durch den Nationalsozialismus zu versöhnen. Damit verbunden war eine dezidierte Ablehnung aller radikalen Gedankengänge und Bestrebungen des NS-Propagandaleiters Alfred Rosenberg, der ein neues Heidentum („Neuheidentum“) an die Stelle der christlichen Volksreligion postulierte. Der Kunstdienst konnte sich dabei die Rivalität zwischen Rosenberg und Goebbels zunutze machen, denn Goebbels hat sich mindestens bis in das Jahr 1938 gegen die antichristlichen Usancen der Neuheiden gegenüber Hitler durchsetzen können.
Auch die Monatsschrift der Bekennenden Kirche, die Junge Kirche, unterstützte mit ihren Beiträgen die Kunstauffassung des evangelischen Kunstdienstes, wonach kirchliche Kunst artgemäße Kunst sein müsse. Sie plädierte für eine Verschmelzung biblisch-christlicher Motive mit dem völkisch-germanischen Ahnenerbe:

„Das deutsche Kunstwerk will nicht den Beschauer erfreuen oder zu genießender Betrachtung fordern, es erfüllt eine religiöse, sittliche Mission. So ist deutsche Kunst zuallererst christliche Kunst … Die deutsche Kunst verrät bezüglich Arbeitsstoff und Technik nationale Eigenheiten … Kennzeichnend für deutsche Kunst ist die Arbeit in Holz. Holzarbeit ist unlöslich an germanisches und deutsches Kunstschaffen gebunden... Mit dem Christentum kam der Steinbau nach Deutschland. Und nun geschieht etwas Wunderbares. Das Christentum verdrängt nicht die germanische künstlerische Eigenart, sondern bestätigt sie, und durch Eifer im Glauben entstehen unsere herrlichsten Kulturdenkmäler … Ist es nicht wundervoll zu nennen, dass Thor und Freya als vergöttlichte Bauern vor dem heroisierten Bauerntum christlicher Stifterfiguren verblassen müssen? Ist es nicht ein Hohn auf alle neuheidnischen Bestrebungen, dass die heldischen Ritter im Naumburger Dom zumindest ebensoviel Zucht und Kriegerehre verkörpern, als sie in der altgermanischen Mythologie Odin zugesprochen werden?“

Ganz in diesem Sinne wurde mit Unterstützung des Kunstdienstes 1935 in Berlin-Mariendorf mit der Martin-Luther-Gedächtniskirche das erste nationalsozialistische Gesamtkirchenkunstwerk eingeweiht.
Die Thüringer Deutschen Christen waren besonders bemüht, die Symbiose zwischen Christentum und Nationalsozialismus öffentlich sichtbar zu machen. Unter ihrer Ägide wurde auf den Türmen von neun Thüringer Kirchen statt des Christuskreuzes ein Hakenkreuz angebracht: u. a. auf den Kirchtürmen von Holzthaleben, Westerengel, Gera-Thieschitz, Gera-Pforten, Gera-Frankenthal und Gerstungen. Die erste in dieser Reihe war die Kirche von Holzthaleben, auf deren Turm der NS-Ortsgruppenführer und sechs weitere Parteigenossen die Anbringung des Hakenkreuzes angeregt hatten. Doch aller Protest der DC und der Parteigenossen half nichts. Nach Verkündung des neuen Gesetzes zum Schutze der Bezeichnungen der NSDAP vom 7. April 1937 musste sich auch Gauleiter Sauckel darein fügen und ordnete 1939 die Demontage der von den Deutschen Christen so begehrten Zeichen an.

### Phase II: 1937–1945
Im Jahre 1937 führte die Neuorganisation der Reichskunstkammer auf lediglich noch fünf Fachabteilungen zum Wegfall der beiden kirchlichen Reichsgemeinschaften in den Amtsräumen am Blumeshof. Der Kunst-Dienst formierte sich unter Gotthold Schneider in Berlin-Tiergarten, Matthäikirchplatz 2 unabhängig von den anlaufenden Aktionen gegen Entartete Kunst neu.
Matthäikirchplatz 2 war bereits zu den Olympischen Spielen 1936 eine Ausstellung über „Neue evangelische Kirchenkunst“ als Rahmenprogramm gezeigt worden und diese zentral gelegenen Berliner Ausstellungsräume wurden nun im Zuge der Reorganisation als Forum des Kunst-Dienstes genutzt im Rahmen eines neuen Programms zur Förderung industrieller und handwerklicher Formgebung. Dementsprechend fehlt dem Briefkopf des Kunst-Dienstes jeder Hinweis auf eine kirchliche Bindung.

#### Industrielle und handwerkliche Formgebung: Der Kunst-Dienst und dieDeutsche Warenkunde
Seit Februar 1937 erfüllte der Kunst-Dienst unter seinem alten und neuen Vorsitzenden Gotthold Schneider die Vereinsmindestgröße von 7 Mitgliedern jetzt durch:
- Gotthold Schneider
- Stephan Hirzel
- Martin Kautzsch[17]
- Günter Ranft
- Herbert Redlich
- Winfried Wendland
- Karl Ruppel, Dozent im „Deutschen Ahnenerbe“[18]

Industrielle und handwerkliche Formgebung ist jetzt Schwerpunkt der Tätigkeit – durch die Herausgabe der Deutschen Warenkunde in Verbindung mit dem Werberat der deutschen Wirtschaft, der Reichskammer und dem Alfred Metzner Verlag Berlin – und durch Ausstellungen in Verbindung mit dem Kunstgewerbe-Verein zu Hamburg e. V. im Riemerschmidt-Verlag. Forum dieser Werkstattberichte des Kunst-Dienstes wird das Gebäude Matthäikirchplatz 2 in unmittelbarer Nähe der St. Matthäuskirche (Berlin-Tiergarten). Hier fanden regelmäßige Ausstellungen statt, zu denen namhafte Kunsthistoriker die durchnummerierten Beihefte 1939–1943 als Werkstattbericht veröffentlichten. Eine Übersicht über die Tätigkeit des Kunst-Dienstes enthält der 15. Werkstattbericht von 1941. Geht man die Namensliste der Autoren und Aussteller durch, findet man darunter Opfer der Kunstdiktatur.
Es erschienen folgende Werkstattberichte:
1. Th. A. Winde, Arbeiten in Holz
2. Hugo Kükelhaus: Julius Schramm
3. Rolf Hetsch: Siegfried Möller, Fayencen
4. Fritz Hellwag: Wilhelm Wagenfeld. Formgebung der Industrieware. Metall. Glas. Porzellan, Berlin 1940
5. Hellmut Mebes: Siegfried Prütz, der Schmiedemeister und Handwerkspfleger
6. Adolf Reichwein: Harro Siegel. Handpuppen und Marionetten
7. Walter Passarge: Alen Müller-Hellwig. Teppiche und Wandbehänge
8. Erich August Greeven: Johannes Gerbers. Buchbinderarbeiten
9. Marie Schuette: Karl Hentschel. Großschönauer Werkstätten.
10. Theodor Heuss: Hermann Gretsch. Industrielle Formgebung
11. Wolfgang von Wersin: Bruno Mauder. Glaserzeugung und Glasveredelung
12. Diez Brandi: Hermann Mattern. Planung und Gestaltung von Gärten
13. L.F. Richard Schulz: Fritz Kühn. Schmiedearbeiten
14. Eberhard Hölscher: Sigmund von Weech. Entwürfe, Graphik, Textilien
15. Der Kunst-Dienst. Ein Arbeitsbericht, Berlin 1941
16. Otto Heuschele: Herbert Post. Schrift und Druck
17. Martin Kautzsch: Wilhelm Nauhaus. Bucheinbände
18. Hugo Sieker: Josef Arnold. Metallgerät
19. Wernher Witthaus: Elisabeth Treskow. Goldschmiedearbeiten
20. Heinrich Bulle: Martin Seitz. Steinschnitte
21. Henri Nannen: Johann Michael Wilm, der Goldschmied
22. Hermann Gretsch: Margret Hildebrand. Industrielle Textilgestaltung
23. Carl Georg Heise: Albert Renger-Patzsch, der Photograph
24. Gerhard Händler: Carl Crodel. Mosaiken, Glasmalereien, Wandbehänge, Keramik, Glas-Dekor
25. Eberhard Freiherr Schenk zu Schweinsberg: Otto Lindig. Keramik
26. Renate Jaques: Editha Klein-Köppen. Stickereien, Steppereien
27. Handweberei Rohi, Berlin 1943
28. Sigfried Asche: Eugen Widamann. Zinngerät
29. Marie Schuette: Handweberei Hablik-Lindemann

Zudem wurde durch den Kunst-Dienst, namentlich durch Hugo Kükelhaus und Stefan Hirzel in Verbindung mit Friedrich Emil Krauß-Schwarzenberg, Wilhelm Lotz, E. W. Maiwald, Robert Poeverlein und Heinrich Wichmann die seit Januar 1939 erscheinende Deutsche Warenkunde herausgegeben: Die Gebrauchsdinge also, die einen geistigen Rang und eine Würde haben, nach und nach, einem bestimmten auf Werkstoff und Zweckbestimmung aufgebauten Schema folgend, in Abbildungen und Text zu einer Art Enzyklopädie, die sich im Praktischen und Geistigen zu bewährend hat, zusammenzutragen, ist das Ziel der Deutschen Warenkunde. (Vorwort Kunst-Dienst).

#### Kunstamt der deutschen Evangelischen Kircheund die Aktion Entartete Kunst
Durch die ursprüngliche Unterstellung des Kunstamtes unter den Verein Kunstdienst nach der Satzung vom 30. Juni 1931 blieben personelle Verstrickungen in die Aktionen des Amtes Rosenberg und der Dienststellen des Reichspropagandaministeriums.
Am 30. Juni 1937 ermächtigte Hitler durch seinen Reichspropagandaminister Goebbels den Präsidenten der Reichskammer der bildenden Künste, Adolf Ziegler, alle Werke „deutscher Verfallskunst“ seit 1910 auszusondern und für eine Ausstellung sicherzustellen. Ziegler bildete eine Auswahlkommission, der u. a.
- Wolfgang Willrich, Maler und Kunstschriftsteller
- Robert Scholz, Hauptstellenleiter für bildende Kunst im „Amt Rosenberg“
- Hans Herbert Schweitzer (Pseudonym „Mjölnir“), Reichsbeauftragter für künstlerische Formgebung

angehörten. Diese Auswahlkommission beschlagnahmte eine Vielzahl von Werken, darunter hochkarätige von Emil Nolde, Karl Schmidt-Rottluff, Ludwig Gies und Max Pechstein und lieferte sie für die Gestaltung der Ausstellung „Entartete Kunst“, die am 19. Juli 1937 in München eröffnet wurde. Auf Anraten des stellvertretenden Akademiepräsidenten Georg Schumann traten Ernst Barlach und Ludwig Gies zuvor aus der Preußischen Akademie der Künste aus.
Ab 1. Januar 1938 stellte Goebbels dem bisherigen Aufsichtshaber über das Kunstdepot in der Köpenicker Straße, Franz Hofmann, den Juristen und Kunsthistoriker Rolf Hetsch an die Seite, der 1932 ein Buch über Paula Modersohn-Becker geschrieben hatte. Diese beiden ordneten nun die zusammen mit den von der Ausstellung „Entartete Kunst“ zusammengeführten 16.500 Kunstwerke, indem sie diese registrierten und mit einer Nummer versahen. Sie wurden in umfangreichen Listen erfasst und mit Dollarpreisen ausgezeichnet. Jetzt wurde es die Aufgabe von Gotthold Schneider und dem „Expedienten“ Günter Ranft, die versammelten Kunstwerke bei nichtöffentlichen Verkaufsausstellungen im Schloss Niederschönhausen bei den ausländischen Käufern an den Mann zu bringen. Der Kunstdienst war dabei nur für Präsentation und Zwischenlagerung verantwortlich. Die Verkaufsabschlüsse wurden vom Propagandaministerium getätigt, die Erlöse auf das Sonderkonto „Entartete Kunst“ („E.K.“) eingezahlt. Für die Präsentation der Kunstwerke wurde mit dem 6. Juni 1938 die freischaffende Ausstellungsmacherin Gertrud Werneburg gewonnen – eine evangelische Christin der Bekennenden Kirche.
Als im Mai 1938 der evangelische Theologe und Oberkonsistorialrat Oskar Söhngen zum neuen Vorsitzenden des immer noch bestehenden Parallelunternehmens „Verein für religiöse Kunst“ gewählt wurde, waren nunmehr beim Kunstdienst solche Beauftragte tätig, die jeweils als Gewährsleute der drei mit Kirchenkunst befassten Reichsminister zu fungieren hatten: für den Reichspropagandaminister Goebbels – Gotthold Schneider und Stephan Hirzel, für den Reichserziehungsminister Rust – Winfried Wendland, für den Reichskirchenminister Kerrl – Oskar Söhngen.
Am 1. September übernahm Gertrud Werneburg die ersten 175 Ölbilder aus dem Fundus der geraubten Kunst. Werneburg gab dem bereits erwähnten Kirchenhistoriker Prolingheuer zu Protokoll:

„Ich habe angefangen mit diesen 175 Ölbildern, aus denen allmählich 6.000 wurden. 7.000! Unentwegt kam (der Möbelwagen der Firma) Knauer angefahren und brachte neue Bilder. Und dann kamen Aquarelle und die ganzen ‚Brücke‘-Leute. (Werke) von Franz Marc bis Christian Rohlfs, von Ernst Ludwig Kirchner bis Otto Dix … Von nun an kam unentwegt irgendein Kunsthändler ... Und die ganzen Leute waren nun laufend da und suchten sich Bilder aus ... Ich hatte zwei große Räume. Da hatte ich die Bilder alle angeschichtet. An die 60 Rohlfs alleine … Es war eine schöne Tätigkeit ...“

Die Kirchenkämpfe zwischen Deutschen Christen und Bekenntnischristen, zwischen den sogenannten „intakten“ und den DC-Kirchenleitungen sowie zwischen diesen allen mit den kirchenfeindlichen Rosenberg-Anhängern und den moderateren Verfechtern des „positiven Christentums“, die im Jahre 1938 einen Höhepunkt erreichten, konnten dem Kunstdienst nicht wesentlich schaden, denn seine Akteure waren in allen erwähnten ideologischen Flügeln zu Hause.
Die Wächterin und zur Kunst-Präsentation ausersehene Ausstellungsmacherin Werneburg ließ es bei der sie bald überfordernden Aufgabe, die vielen Werke den ausländischen Kaufinteressenten anzubieten, hin und wieder auch zu Regelwidrigkeiten kommen, die im Laufe der Jahre – besonders in den Kriegsjahren – zunahmen. So „bedienten“ sich Regierungsprominente wie der Leibarzt Hitlers, Karl Brandt, der einfach ein Bild von der Wand abnahm und mitgehen ließ. Oder sie musste auf ausdrückliche Weisung von Goebbels der Witwe von Wilhelm Lehmbruck Plastiken und Bilder herausgeben, die nur zum Teil unter die Rubrik der „gesetzlich geraubten“ gefallen waren. Später bedienten sich auch Kunstdienst-Mitarbeiter selber an den Kunstwerken, deren Menge nicht beziffert werden kann, weil es dazu keine schriftlichen Nachweise gibt. Lediglich Werneburg hat gegenüber dem intensiv recherchierenden Prolingheuer verlautet, dass sich z. B. der Kunstdienst-Pfarrer Christian Rietschel mit einer originalen Feininger-Grafik sein Haus für den Ruhestand in der Bundesrepublik finanziert hat.
Am 20. März 1939 wurden auf der Hauptfeuerwehrwache in Berlin tausende Gemälde und Zeichnungen aus dem Depot Köpenicker Straße verbrannt. Werneburg hat diese Kunstgegenstände auf Anordnung von Ministerialrat Hofmann vor ihrer Vernichtung registriert. Seitdem sich das Kunst-Autodafé herumgesprochen hatte, stiegen die Nachfragen von Sammlern und Mäzenen aus dem Ausland. Kunsthändler aus den USA und der Schweiz gaben sich im Schloss die Klinke in die Hand. Als 125 als „entartet“ gebrandmarkte Kunstwerke nach der Schweiz geliefert und dort im Mai und Juni 1939 versteigert wurden, kam es auch zum Bildertausch (u. a. „entartete“ Deutsche gegen klassische Niederländer), für den deutsche Galeristen und Kunsthändler von der Reichsführung beauftragt wurden.
Seit Mai 1939 brachten Kunstdienst-Mitarbeiter, darunter Rolf Hetsch und Günter Ranft, für sich selber oder gute Freunde Bilder, Graphiken und Plastiken auf die Seite. Viele hundert Kunstwerke wurden dem Verkaufsangebot entzogen und zahllose wurden einfach herausgenommen. Das ermöglichte der reiche und einflussreiche Kunsthändler Bernhard A. Boehmer.

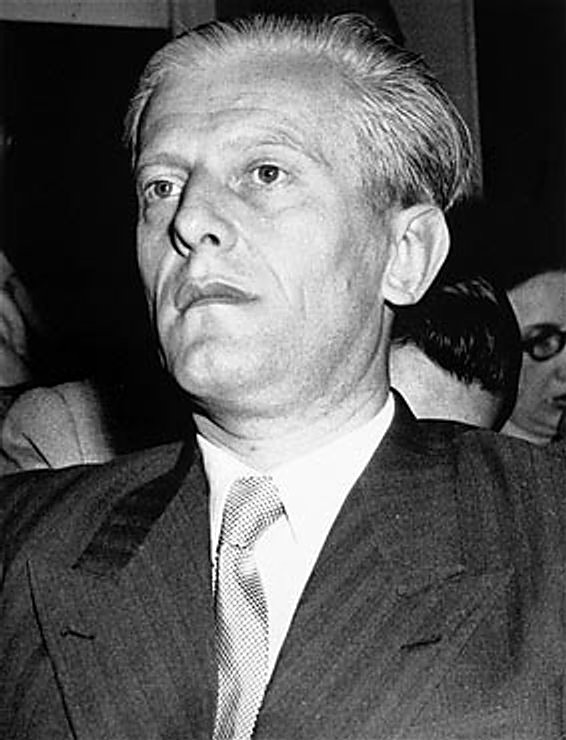
Porträt Otto Abetz

Zu dem Kunstexperten Gotthold Schneider und dem schon genannten Boehmer kam zu Beginn des Frankreich-Feldzuges Otto Abetz hinzu, wodurch nach dem Raub die Verwertung französischer Kunstwerke ein weiteres Arbeitsfeld des Kunstdienstes wurde. Hitler hatte Abetz als deutschem Botschafter bei der Regierung Pétain die „Sicherstellung und Erfassung des öffentlichen Kunstbesitzes, ferner des privaten und vor allem jüdischen Kunstbesitzes“ auferlegt.
Während der Siegesfeiern nach dem schnellen Ende des Frankreich-Feldzuges lud Pastor Christian Rietschel zu einer „Kunstdienst-Woche für Jungtheologen“ im Juni 1940 nach Berlin ein. Einer der Referenten, Rolf Hetsch, erinnerte sich 1943 daran,

„... daß ich in meinen Ausführungen vor allem den germanischen Sinngehalt und die volkhafte Bindung der deutschen Meisterwerke (Bamberger Reiter, Naumburger Stifterfiguren, Triumphkreuze, mystische Andachtsbilder usw.) dargelegt habe. Um der historischen Wahrheit willen erschien es mir notwendig, die willkommene Gelegenheit zu ergreifen, gerade vor jungen deutschen Theologen auf diese von der Kirche weithin verkannte Tatsache mit Nachdruck hinzuweisen, um auch bei ihnen das Bewusstsein zu vertiefen, dass die legendären Motive deutscher mittelalterlicher Kunst nicht als 'Jüdisch-orientalischen' Ursprungs betrachtet werden können, sondern in Wirklichkeit eine Verlebendigung uralten Symbolgutes unserer Ahnen (Heliand-Heiland) verkörpern. Ich stimme in meiner Auffassung nicht nur mit meinem Lehrer, Geheimrat Pinder, sondern auch mit dem fachlichen Berater des ‚Ahnenerbes‘ Ruppel überein, der über diese Fragen den Reichsführer SS (Himmler) unterrichtete.“

Auch an der antisemitisch gesteuerten Korrektur am Erscheinungsbild bestehender christlicher Kunstwerke, die nicht verkauft werden sollten, betätigten sich Mitarbeiter des Kunstdienstes. So schlug Winfried Wendland den Kirchengemeinden die Ausmerzung hebräischer Inschriften in kultischen Räumen vor:

„So findet sich z. B. auf manchen Barockaltären oder Türen das Wort ‚Javeh‘ in hebräischen Buchstaben; wir werden es ohne Schaden entfernen und an seine Stelle z. B. ein Symbol der Dreieinigkeit oder ein Christusmonogramm setzen können. Damit ist dem christlichen Glauben kein Abbruch getan. Im Gegenteil!“

Am Ende des zweiten Kriegsjahres, am 6. Dezember 1941, zog die Verwertungskommission für die Werke der „entarteten Kunst“ diese Bilanz: Nach den bisher erfolgten Verkäufen beläuft sich der Bestand an diesen Kunstgegenständen nur noch auf 2.979 Raubstücke, davon 1.360 Zeichnungen und graphische Blätter, 1.519 Blatt Druckgraphik in 59 Mappenwerken, nebst 95 Gemälden und fünf Bildwerken.
Nach dem Abschluss der Verkaufsausstellung im Schloss Niederschönhausen ließ Reichspropagandaminister Goebbels für den von ihm favorisierten evangelischen Kunstdienst ein reetgedecktes Fachwerkhaus in Güstrow errichten, ganz in der Nähe vom Wohnsitz des Bildhauers und Top-Kunsthändlers Bernhard A. Boehmer, einen sogenannten „Kunstkaten“, der allerdings kriegsbedingt erst 1944 gänzlich fertig gestellt wurde.
Doch schon zu Silvester 1943 feierte der evangelische Kunstdienst zusammen mit zahlreichen Gästen den inzwischen – vor allem wegen der Bombenangriffe auf Berlin – im Gange befindlichen Umzug von Niederschönhausen nach Güstrow. Zahllose Akten, Archivgüter und Kunstwerke fanden dort ihren Platz. Die neue Hausmutter wurde Margarete von Wittich, die bereits am Matthäikirchplatz die Telefonvermittlung innehatte. Noch im Verlaufe des Jahres 1943 hatte auch der Devisenbringer Boehmer einen Restbestand von 3.000 im Keller des Propagandaministeriums lagernden Kunstwerken per Speditionswagen in den Katen bringen lassen.
Eine reale Gefahr für die Fortexistenz des Kunstdienstes in seiner personellen und ideellen Nähe zur evangelischen Konfession schien aufzukommen, als sich aufgrund von Verdächtigungen aus dem Rosenberg-Umfeld der „Neuheiden“ der neue Präsident der Reichskammer der bildenden Künste, Wilhelm Kreis, zu einer Untersuchung der gegen den Kunstdienst erhobenen Vorwürfe genötigt sah: z. B. die Verbindung zu dem „Modernisten“ Otto Bartning und die Nähe zur evangelischen Amtskirche. In seinem Schlussbericht kam Kreis zu der Auffassung, dass die Kunstdienst-Mitarbeiter auch bei fehlender Parteizugehörigkeit politisch zuverlässig seien. Lediglich sollten die durch Einberufung zur Wehrmacht fehlenden NS-Mitglieder wie Winfried Wendland ersetzt werden. Dafür hatte aber Gotthold Schneider schon vorgebaut, indem er dem Präsidenten den Botschafter Abetz und den Kulturfunktionär der Organisation Todt, Tino Schmidt, vorgeschlagen hatte. SS-Mann Schmidt erhielt sogar ein eigenes Büro.
Das letzte große Werk des Kunstdienstes vor Kriegsende war die Anfertigung und archivarische Lagerung von Tausenden von Farbdias. Mit dem sogenannten Führerauftrag Monumentalmalerei wurden Farb-Aufnahmen von Freskenzyklen und Wanddekorationen in Kirchen, Klöstern, Schlössern und anderen Profanbauten in Deutschland, Österreich, Polen und Russland (Ost- und Westpreußen) und Tschechien (Böhmen und Nordmähren) hergestellt. Die möglicherweise durch das Kriegsgeschehen verloren gehenden Objekte sollten wenigstens als Abbildung für die Nachwelt erhalten bleiben. Die heute noch erhaltenen ca. 40.000 Dias werden als Historisches Farbdiaarchiv zur Wand- und Deckenmalerei bewahrt. Rolf Hetsch hatte die organisatorisch-technische Leitung dieser Fotoaktion.
Die nach kriegsbedingter Reduzierung verbliebenen Hauptamtlichen des Kunstdienstes Otto Abetz, Tino Schmidt und Gotthold Schneider organisierten 1945 ihre Nachkriegsexistenz in den Westzonen des befreiten Deutschlands. In einem Konvoi von zwei Lkw mit SS-Begleitkommando wurden hunderte Kisten mit den Dias, aber auch mit den im Kunstkaten angesammelten Schätzen bildender Kunst über verschlungene Wege bis in die Gegend von Konstanz und St. Blasien in Verstecken untergebracht. Die Dias wurden erst später wieder identifiziert. Die mitgeführten Kunstwerke wurden von den handelnden Vorstandsmitgliedern einer persönlichen Verwertung zugeführt.

## Zeit der beiden deutschen Staaten
Die Kunstdienst-Leiter fanden nach 1945 neue Betätigungsmöglichkeiten: Gotthold Schneider gründete 1952 in Darmstadt (Bundesrepublik Deutschland) ein „Institut für neue technische Form“. Winfried Wendland wurde Kirchenbaurat in der Evangelischen Kirche Berlin-Brandenburg in Potsdam (DDR) und durch Vermittlung von Bischof Dibelius 1962 Leiter des wiedergegründeten Kunstdienstes für die Evangelische Kirche der Union (EKU). Oskar Söhngen wurde nach 1945 vor allem als Autor zu kirchenmusikgeschichtlichen Veröffentlichungen tätig. Ludwig Gies, der für das Berliner Reichsbank-Gebäude bronzene Adler als NS-Hoheitszeichen entworfen hatte, wurde 1953 der Schöpfer des Bundesadlers im ersten Bonner Parlamentssaal.
Die institutionellen Neugründungsintentionen nach dem 2. Weltkrieg waren recht unterschiedlich. In der Evangelisch-Lutherischen Landeskirche Sachsens wurde der Evangelische Kunstdienst 1950 als landeskirchliche Dienststelle in Trägerschaft des Landeskirchlichen Amtes für Innere Mission und Hilfswerk neu begründet. Gegenwärtiger Leiter ist Frank Schmidt. Neben der Ausstellungs- und Bildungsarbeit ist der Kunstdienst eine Beratungsstelle für die sächsischen Kirchgemeinden. Er steht den Kirchgemeinden, kirchlichen Werken und Einrichtungen sowie dem Landeskirchenamt für das Gebiet der bildenden Kunst (Malerei, Grafik, Plastik) und des Kunsthandwerkes (Vasa sacra, Paramentik, sonstige Ausstattung) beratend und vermittelnd zur Verfügung.
Ebenfalls 1950 richtete der Evangelische Oberkirchenrat der Altpreußischen Union (später Evangelische Kirche der Union genannt) den Kunstdienst der Evangelischen Kirche ein, der sich nach der Grenzschließung auf Ost- und Westberlin aufteilte. Im Westteil sollte sich der Kunstdienst bald als Evangelisches Forum neu formieren. In einigen kleineren Landeskirchen der DDR gab es zeitweise nebenamtliche Beauftragungen für diese Aufgabe. Erst 1975 wurde ein entsprechender Kunstdienst in Rostock eingerichtet.
Nachdem kurz vor dem Mauerbau 1961 noch ein letzter gesamtdeutscher Evangelischer Kirchbautag stattgefunden hatte, wurde wenige Jahre später in Erfurt ersatzweise eine ostdeutsche Teilvariante organisiert. In deren Folge eröffnete die Evangelische Kirche der Union (EKU) als Träger 1964 den Kunstdienst der Evangelischen Kirche Außenstelle Erfurt. Das war finanziell nur möglich, weil der Trägerverband EKU einen Mittelhaushalt westdeutscher und ostdeutscher Landeskirchen verwaltete.  
Die sog. Außenstelle stand im Predigerkloster in enger räumlicher Verbindung mit den 1953 gegründeten Kirchlichen Werkstätten für Restaurierung. Erster Stelleninhaber war der soeben aus langjähriger – politisch begründeter – Haft entlassene frühere Direktor der Evangelischen Akademie Thüringen, Dr. Waldemar Wucher. Unterstützt vom kunstsinnigen Erfurter Propst Dr. Walter Verwiebe, machte er sich vor allem um die Vermittlung der westeuropäischen klassischen Moderne verdient. Nach seinem Weggang 1970 nach Westdeutschland – Wucher war anschließend noch einige Jahre aktiver Studienleiter in der renommierten Evangelischen Akademie Arnoldshain – blieb die Stelle teils vakant, teils wurde sie kommissarisch durch den Erfurter Denkmalspfleger und Architekten i. R. Wolfgang Stier betreut, dessen Vater Alfred Stier schon zu den aktiven Gründern von 1928 gehört hatte. 1977 bis 1997 leitete  der Theologe und Kunsthistoriker Karl-Heinz Meißner den Erfurter Kunstdienst.
Nach eigenem Urteil in “völliger Unabhängigkeit” tätig, machte Meißner den Kunstdienst zu einer Drehscheibe darstellender Kunst in der Thüringer Region und darüber hinaus. Kleine Kabinettausstellungen im Flur der Kirchlichen Werkstätten, regelmäßige größere Ausstellungen zumeist im Erfurter Predigerkloster, Vorträge im kirchlichen Raum, Künstlertagungen und kulturgeschichtlich orientierte Bildungsreisen (sog. Kunstdienst-Ausflüge) sowie qualifizierte publizistische Beiträge in Kirchenzeitungen und Tagespresse stellten bald einen Kulturfaktor dar, der auch in der nichtkirchlichen Öffentlichkeit beachtet wurde. Meißner gelang es jahrelang, seine Ausstellungen dem staatlichen Genehmigungsdruck zu entziehen; später konnte er genehmigte Ausstellungsplakate sogar regulär auf Bahnhöfen aushängen lassen. Aufsehen erregten die Große Luther-Ausstellung und die achtteilige Luther-Wanderausstellung im Lutherjahr 1983, die im Einvernehmen mit staatlichen Kulturbehörden entstanden. Im sog. Müntzerjahr 1989 organisierte der Erfurter Kunstdienst die erste größere Installationsausstellung in der DDR. Sie war durch das Motto „Nach Müntzer“ quasi-ideologisch abgesichert.
Als ostdeutsches Mitglied im Vorstand der Marienberger Vereinigung für Paramentik wurde Meißner Vorsitzender der Arbeitsgemeinschaft Paramentik in der DDR und war wesentlich beteiligt an der Schaffung eigener Ausbildungskriterien, des Berufsprofils und des Prüfungsausschusses für Facharbeiter- und Meisterabschlüsse, welche bis 1990 innerkirchliche Anerkennung genossen. Nach der deutschen Vereinigung wurden diese Abschlüsse rechtlich entwertet. Mit Eintritt des Leiters in den Ruhestand wurde der Erfurter Kunstdienst 1997 jedoch als Institution geschlossen. Als Nachfolgeorganisation wurde zunächst der „Evangelische Kunstdienst Erfurt e. V.“ am 22. März 1997 im Predigerkloster zu Erfurt gegründet, um vergleichbare Intentionen zu verfolgen, dessen Aktivitäten jedoch seit Jahren ruhen.
Alle Kunstdienste wurden im Einzelnen durch die subjektiven Interessenlagen und Möglichkeiten ihrer Leiter geprägt, die sich in ihrem regionalen sozio-kulturellen Kontext verwirklichten. Während die eigentlichen Akteure künstlerisch und volksbildnerisch motiviert und von der  Kunst-Dienst-Tradition inspiriert waren, wollte die Kirche nicht nur eine Fachstelle schaffen, um Kunst zu reflektieren und zu fördern, sondern angesichts der Ausstattungsnot vor allem eine Beratungs- und Beschaffungsstelle für Paramente und Kirchengerät einsetzen. Im Laufe der Jahre trat der bleibende Auftrag der Beratung evangelischer Kirchengemeinden in allen Fragen der bildenden Kunst und des Kunsthandwerks jedoch hinter eigenständigen Angeboten der Erwachsenenbildung und Galerietätigkeit zurück. Im Schutzraum der Kirchen konnte gezeigt und diskutiert werden, was im staatsideologisch kontrollierten Bereich der Galerien, Museen und Hochschulen noch lange Zeit unter dem Verdikt westlicher Dekadenz abgewiesen wurde. Innerhalb der relativ geschlossenen DDR-Gesellschaft gewannen die Kunstdienste sehr bald unersetzliche Funktionen:
Erstens wurden hier Freiräume für Künstler, Laienpublikum und kirchliche Multiplikatoren geschaffen. Zahlreichen Künstlerinnen und Künstlern bot sich unter dem Patronat des Kunstdienstes eine erste Möglichkeit, die eigenen Arbeiten unzensiert öffentlich zu machen und dem notwendigen Diskurs auszuliefern. Zweitens eröffneten Originalkunstausstellungen, Bild- und Tonvorträge erste Gelegenheiten zur Begegnung mit neuer hiesiger Kunst und mit Werken der europäischen Moderne. Staatlicherseits waren etwa Marc Chagall, Georges Rouault oder Salvador Dali der Bevölkerung lange Zeit vorenthalten worden. Drittens vermittelten sie Anlässe zur künstlerischen Erfassung christlicher Motive oder vergaben sogar selbst Aufträge. Viertens initiierten sie musisch-künstlerische Erwachsenenbildung oder regten solche an. Sie veranstalteten Fortbildungstagungen z. B. für kirchliche Bauämter und beteiligten sich an Ausbildungsprogrammen für kirchliche Berufe. Regelmäßig erschien in landeskirchlichen Amtsblättern die Beilage Werkbericht – Kunst und Kunsthandwerk im Raum der Kirche, die bis 1990 nicht nur über neue Gebrauchsgegenstände der Gemeinde, sondern auch über moderne Kunst und Künstler der Zeit regelmäßig Überblick gab. Faltblätter, Kataloge und Plakate wurden publiziert. Ab und an gelang es Mitarbeitern, über den kirchlichen Bereich hinaus eigene Beiträge auf den Kulturseiten ostdeutscher Presseorgane zu veröffentlichen. Diese gesellschaftlich indirekt zugewiesenen Kompensations- und Ventilfunktionen differenzierten und stabilisierten sich erfolgreich bis zum Ende der DDR.

### Dokumentation der Ausstellungen des Kunstdienstes der Evangelischen Kirche, Außenstelle Erfurt (1965–1997)
| 1965 | Mai                  | Marc Chagall |
|      | Oktober              | Raum und Gerät im Gotteshaus heute. (Fotografien, die danach in vielen Orten in einer gleichnamigen Wanderausstellung gezeigt wurden.) – P |
| 1967 | Sommer – 5.11.       | Zeichen und Zeugnis 1967. Kunst und Kunsthandwerk im Gedenkjahr der Reformation. (100 Gemälde und Grafiken von 25 Künstlern und Gerät von 17 Kunsthandwerkern) – P |
| 1968 | 3. – 28.7.           | HAP Grieshaber: Totentanz von Basel und Kreuzweg – P |
| 1970 | ?                    | K: Kinderzeichnungen aus der Propstei Erfurt |
| 1976 | Sommer               | Werner Stötzer |
| 1977 | 14.5. – 6.7.         | Kirchliches Gerät im Erfurter Raum (Ausstellung in der Michaeliskirche) |
|      | 1.8. – 3.9.          | Gertraud Kurme und Elisabeth von Steinaecker: Textilgestaltung, Volker Mixsa: Geschmiedeter Stahl – Originalplakat |
| 1978 | 13.1. – 31.1.        | K: Werbeschilder aus Industrieemail – Originalplakat |
|      | 10.2. – 10.3.        | K: Zeichnungen von Günther Laufer, Eisenach – Originalplakat |
|      | 14.4. – 5.5.         | K: Horst Feiler gratuliert. Collagen und Zeichnungen – Originalplakat |
|      | 6.5. – 25.6.         | Kunsthandwerk in der Kirche (in Korrespondenz zur Quadrienale des Kunsthandwerks der sozialistischen Länder, IGA) – Originalplakat |
|      | 2. – 15.6.           | Reglerkirche: Lebensbeschreibung (Die 150 Fotografien waren das Ergebnis eines Wettbewerbs und wurden anschließend noch an weiteren Orten als Wanderausstellung gezeigt, auch in den Folgejahren.) – P |
|      | 12.9. – 21.10.       | Fritz Kühn zum Gedenken. 1910-1967. Metallgestaltung und Fotografie (Diese Ausstellung wurde 4.7. – 16.9.1979 auch in der Jakobikirche Stendal gezeigt.) – Originalplakat |
|      | September – November | Halle, Marktkirche: Zeichnungen zur Passion von Friedrich Press, Dresden. (Die Blätter wurden auch noch an weiteren Orten als Wanderausstellung gezeigt.) – P |
| 1979 | 20.2. – 20.3.        | K: Erna Jungklaus, Berlin: Tüllapplikationen; Karl Jüttner, Saalfeld: Keramische Plastik – Originalplakat |
|      | 26.3. – 27.4.        | K: Jürgen Seidel, Dresden: Zeichnungen, Collage, Grafik – Originalplakat |
|      | 9.6. – 22.7.         | Friede auf Erden (Malerei und Grafik von 31 Künstlern) – P |
|      | 14.9. – 28.10.       | K: Spielend leben (Gerhard Bätz, Sonneberg: Puppenhaus; alte Puppen und Kindermalerei) – Originalplakat |
| 1980 | 8.2. – 14.3.         | K: Kristian Körting, Saalfeld: Ton – Töne – Keramik (Keramische und Metallplastik) – Originalplakat |
|      | 11.4. – 23.5.        | K: Dietmar Lenz, Erfurt – Landschaftszeichnungen – Originalplakat |
|      | 13.6 – 23.7.         | Graphik und Buchgraphik von Paul und Ino Zimmermann, Leipzig (zum 60., bzw. 55. Geburtstag) – P, F |
|      | 10.9. – 10.10.       | K: Das Porträt (27 Arbeiten von 10 Künstlern) – Originalplakat |
|      | 17.10. – 28.11.      | K: Erwin Weiß: Bäume (Zeichnung, Grafik, Malerei; aus Anlaß des 2. Todestage des in Berlin und Erfurt tätig gewesenen Grafikers) – Originalplakat |
| 1981 | 8.5. – 12.6.         | K. Otto Niemeyer-Holstein: Aquarelle (anläßlich seines 85. Geburtstages am 11.5.) – Originalplakat |
|      | 20.6. – 9.8.         | Wohnräume – Lebensräume (Fotografien und Fotomontagen von elf Fotografikern der DDR. Die Ausstellung wurde später noch an einigen anderen Orten gezeigt. Außerdem erwarben die Kunstsammlungen Cottbus einen großen Teil der Ausstellung und zeigten sie mit einem eigenen Künstlerplakat.) – P mit Rückseite                                                          |
|      | 5.3. – 16.4.         | K: Konrad Knebel: Gouachen – Originalplakat |
|      | 4.11. – 11.12.       | K: Manfred Butzmann: Druckgrafik – Originalplakat |
| 1982 | 6.6. – 15.7.         | Dieter Tucholke (Grafik, Handzeichnungen, Objekte zur damals neuesten “Erberezeption” preußischer Geschichte in der DDR) -- Künstlerplakat in Offset |
|      | 1.12. – 23.12.       | K: Egon Zimpel: Rhodopen – Landschaftsbeschreibungen (Aquarelle) – Originalplakat |
| 1983 | 7.5. – 31.8.         | Martin Luther – Leben und Werk (Zentrale Ausstellung des Lutherkomitees der Evangelischen Kirchen in der DDR mit etwa 200 Exponaten von 45 staatlichen, kirchlichen und privaten Leihgebern) – mehrere Plakate in verschiedenen Größen, Begleitheft, Katalog |
|      |                      | Martin Luther – Leben und Werk (Wanderausstellung in acht Exemplaren mit Fotografien in Anlehnung an die Erfurter Lutherausstellung) |
|      | 25.10. – 22.11.      | K: Manfred May, Zeitz: Zeichnungen und Collagen – Originalplakat |
|      | 28.11. – 23.12.      | K: Ruth Rehfeld, Berlin: typewritings – Originalplakat; Originale der Visuellen Poesie |
| 1984 | 1.3. – 19.4.         | K: Collage und Textil von Konstanze Trommer – Originalplakat |
|      | 8.6. – 20.7.         | K: Josef Hegenbarth: Zeichnungen und Druckgrafik zur Bibel (aus Anlaß des 100. Geburtstages) – Originalplakat |
|      | 23.6. – 5.8.         | Jürgen Schieferdecker, Dresden: Grafik, Assemblage, Malerei – (Merkwürdigerweise zum ersten Mal wurden der Druck eines Plakates und die Plakatierung verboten.) Künstlerplakat in Offset und Siebdruck; Mappe mit 10 Originalfotografien |
|      | 12. – 22.10.         | Christliche Themen in der Grafik der DDR (Ausstellung in der Krypta des Doms, die später auch noch andernorts gezeigt wurde) |
|      | 23.11. – 21.12.      | K: Hans-J. Scheib und Karla Woisnitza – Grafik; Uwe Kolbe – Gedichte – Originalplakat |
| 1985 | 27.3. – 10.5.        | K: Poster von Inge Pape (Diese Ausstellung der Westberliner Grafikerin wurde anschließend als Wanderausstellung auch an anderen Orten gezeigt.) |
|      | 17.7. – 27.9.        | K: Kurt Reuber (1906–1944): Russische Zeichnungen (Reproduktionen) – Originalplakat |
|      | 1.8. – 15.9.         | Dora und Hubert Kleemann: Email – P mit Rückseite |
|      | 9.10. – 15.11.       | K: Von der Schönheit der Schrift I – Originalplakat |
|      | 18.11. – 20.12.      | K: Von der Schönheit der Schrift II – Originalplakat |
| 1986 | 6.3. – 18.4.         | K: Werner Wittig: Tagnachtlampe (Holzrisse zu Christian Morgenstern) – Originalplakat |
|      | 28.4. – 30.5.        | K: Hans Körnig: Aquatintaradierungen (Anläßlich des 80. Geburtstages des aus Dresden geflohenen Künstlers wurden aus dem seit 19961 nicht mehr gezeigten Werk 70 Blätter ausgestellt.)- Originalplakat |
|      | 16.6. – 1.8.         | K: Birgit Hahn, Essen: Fotografien (Natur und Zechenlandschaft) – Originalplakat |
|      | 20.8. – 30.9.        | Wieland Schmiedel: Plastik – P mit Rückseite |
|      | 11.9. – 29.10.       | K: Sabine Curio: Malerei – Originalplakat |
| 1987 | 20.2. – 10.4.        | K: Von der Schönheit der Schrift III – Originalplakat (Die städtische Galerie Bad Doberan übernahm die bisherigen Ausstellungen von Schriftgrafik und stellte zu ihrer Präsentation ein Originalplakat her.) |
|      | 27.4. – 5.6.         | K: Rainer Henze: Grafik – Künstlerplakat |
|      | 16.6. – 28.7.        | Umgang mit der Schrift (Kalligrafie und Typografie von 15 Malern, Grafikern und Schriftgestaltern zu biblischen Texten) – P |
|      | 25.9. – 13.11.       | K: Anneliese Jährling: Paramente – Originalplakat |
| 1988 | 15.1. – 4.3.         | K: Eckhart Kempin, Dresden: Farbige Blätter – Künstlerplakat |
|      | 14.5. – 30.6.        | Johann-Peter Hinz: Metall – Plastik – P mit Rückseite |
|      | 10.8. – 22.9.        | K: Kate Diehn-Bitt: Grafik und Malerei – Originalplakat |
|      | 30.9. – 18.11.       | K: Ulrike Drasdo: Weberei – Originalplakat |
|      | 7.12. – 27.1.89      | K: Willy Günther: Farbige Blätter – Originalplakat |
| 1989 | 9.2. – 23.3.         | K: Volker Dietrich: Assemblagen – Originalplakat |
|      | 7.4. – 19.5.         | K: Curt Querner: Aquarelle – Originalplakat |
|      | 15.6. – 31.7.        | Nach Müntzer (Installationen von 30 Künstlern. Eröffnung mit einer Performance von Fine Kwiatkowski, mit Dietmar Diesner und Christoph Winckel. Vielleicht wegen vermeintlicher politischer Aktualität erstmals Besprechung außer in der Presse der Blockparteien auch in “Bildende Kunst”, Heft 10/89.) – P und mit Kopierer selbst hergestellter Katalog (28 Seiten) |
|      | 2.10. – 3.11.        | K: Grafik aus der Sammlung des Kunstdienstes – Originalplakat |
|      | 9.11. – 22.12.       | K: Ottfried Zielke: Frohes Schaffen (Grafiken und Collagen) – Originalplakat |
| 1990 | 5.4. – 23.5.         | K: Gerenot Richter: “Gleichnis” (Radierungen) – Originalplakat |
|      | 1.6. – 15.7.         | Lebenszeit (Fotografien von Christiane Eisler, Jörg Knöfel, Werner Mahler, Eva Mahn, Helga Paris, Hans-Christian Schink, Monika Schulz-Fieguth, Karin Wieckhorst, Renate Zeun) – P mit Rückseite, selbst hergestellter Katalog |
|      | 17.10. – 30.11.      | K: HAP Grieshaber: Gouachen zum Kreuzweg (Lichtdrucke) – Originalplakat |
| 1991 | 19.4. – 31.5.        | K: Erhardt Jakobus (Klonk; Wetter bei Marburg): Glasmalerei und Grafik – Originalplakat |
|      | 1. – 31.8.           | Heinz-Jürgen Böhme: Stadtraum (Installation) -P und Katalog |
|      | 13.8. – 20.9.        | K: Wolfram Hänsch, Meißen: Grafik – Originalplakat |
| 1992 | 7.1. – 5.2.          | K: Joachim John: Grafische Blätter (in Zusammenarbeit mit einer Ausstellung des neu gegründeten Erfurter Kunstvereins im Haus Dacheröden) – Künstlerplakat, Katalog mit Vorzugsgrafik |
|      | 20.6. – 6.9.         | Schätze aus Erfurter Kirchen (Ausstellung in der Galerie am Fischmarkt anläßlich des Stadtjubiläums; gemeinsam mit Dr. Rolf-Günther Lucke für die katholischen Kirchen) – P mit Rückseite, umfangreicher Katalog |
| 1993 | 30.3. – 13.5.        | K (nunmehr stets in der Kaufmannskirche!): Petra Albrecht: Holzschnitte – Künstlerplakat |
|      | 23.5. – 24.6.        | K: Wolfgang Habel, Wächtersbach: Material Bilder (Assemblagen) – Originalplakat |
|      | 5.8. – 15.9.         | Manfred Butzmann: Heimatkunde [Ein Labyrinth aus Deutschland] (Abreibungen Dokumentationen, Installation) – Originalplakat und Katalog |
|      | 19.9. – 31.10.       | K: Ursula Strozynski: Radierungen – Künstlerplakat |
| 1994 | 2.5. – 15.6.         | K: Klaus Kröger, Hamburg: Köpfe (Malerei) – Originalplakat |
|      | 18.6. – 31.7.        | K: Christine Perthen: Zeichnung und Grafik – Originalplakat |
|      | 14.7. – 31.8.        | Christine und Jörg Beyer: Blaudruck und Holzarbeiten |
|      | 9. – 11.9.           | ZUSAMMEN: Thüringer Kunst in Erfurter Kirchen (30 Künstler in sechs Kirchen; Bilder, Textilarbeiten, Plastiken und einzelne Installationen) – P und F. |
|      | 19.9. – 25.10.       | K: Fritz Cremer: Radierungen – Originalplakat |
| 1995 | 24.4. – 5.6.         | K (Michaeliskirche): Schülerbilder gegen Gewalt |
|      | 25.4. – 5.6.         | K: Silvia Izi, Ludwigshafen: Textquadrate (Schriftblätter) – Originalplakat |
|      | 10.6. – 23.7.        | K: Sabrina Gewecke, Berlin: (Fotografien) – Originalplakat |
|      | 22.6. – 5.8.         | Jan Meyer Rogge, Hamburg: Gezeiten (Stahlskulpturen) – P und Video |
|      | 27.7. – 4.9.         | K: Petra Wirth: Malerei – Originalplakat |
|      | 3.8. – 15.9.         | K (im Predigerkeller): Gianpiero Pescarmona, Florenz: Objekte und Bilder |
|      | 8.9. – 20.10.        | K: Stefan Th. Wagner, Leipzig: Grafik – Originalplakat |
| 1996 | 2.4. – 17.5.         | K: Peter Jauer: Menschen in Indien und Nepal (Fotografien) – Originalplakat |
|      | 29.5. – 30.6.        | K: Waldo Dörsch: Zeichnungen – Originalplakat |
|      | 4.7. – 18.8.         | K: Egbert Herfurth: Bücher / Bilder – Originalplakat |
|      | 20.8. – 10.9.        | ZUSAMMEN II (Installationen in sieben evangelischen Kirchen von acht Künstlern [Josef Delleg, Kassel; Katrin Gaßmann, Halle; Matthias Geitel, Erfurt; Harald Gratz, Schmalkalden; Manfred May, Benshausen; Mechthild Oehler, Erfurt; Thomas Offhaus, Gotha; Walter Sachs, Weimar]) – P, Postkartenbuch als Katalog                                                     |
|      | 13.9. – 3.11.        | K: Michael Morgner: Grafik – Originalplakat |

Legende: 

Kabinettausstellungen, die ab 1978 im Obergeschoß des Predigerklosters stattfanden:

ab 1993 in der Kaufmannskirche: K

teilweise mit Plakat: P

mit Faltblatt: F

Als Originalplakate sind entweder Handdrucke bezeichnet oder Plakate in Auflagen bis zu 12 Exemplaren, die auf fotografischem Wege hergestellt worden sind. Sommerausstellungen sind kursiv gekennzeichnet. Die Zusammenstellung der Ausstellungen könnte für die 60er Jahre unvollständig sein. Die Unterlagen darüber lagen nicht unbedingt komplett vor. Alle Angaben von Meißner, K.-H., Riethnordhausen (1. April 1998); Kopie Privatarchiv Rothe.